# Pecöl
Pecöl je vas na Madžarskem, ki upravno spada pod podregijo Sárvári Županije Vas.